# Trøllkonufingur
Trøllkonufingur è un'isola disabitata che fa parte dell'arcipelago delle Fær Øer, situata vicino all'isola di Vágar.